# Nina Raven-Kindler
Nina Raven-Kindler, auch Raven, Raven-Zoch oder einfach Kindler (* 5. Dezember 1906; † 1. September 1996 in Küsnacht) war eine deutsche Schauspielerin und Verlegerin. Zusammen mit ihrem dritten Mann Helmut Kindler leitete sie den Kindler Verlag.

## Leben

### Familie
Nina Raven war in erster Ehe verheiratet mit dem Physiker Karlheinz Becker (gemeinsame Tochter: Manon), in zweiter Ehe mit dem Schauspieler und Regisseur Georg Zoch (gemeinsame Tochter: Georgette). In dritter Ehe war sie verheiratet mit dem Verleger Helmut Kindler, der ihre Tochter Georgette adoptierte.

### Schauspielerin im Dritten Reich
Nina Raven wollte Bühnenschauspielerin werden und nahm Unterricht bei Agnes Straub. Ihr erstes Engagement führte sie 1939 nach Elbing. Dort spielte sie die Ingeborg von Curt Goetz. Im zweiten Jahr spielte sie in Berlin, unter anderem in Niccodemis Scampolo im Rose-Theater. Dann holte sie das Kurfürstendamm-Theater für ein Stück mit Rudolf Platte, mit dem das Ensemble auf Tournee ging.
Zurück in Berlin engagierte sie Georg Zoch, ein Regisseur und Schauspieler, der als Schriftsteller zahlreiche Theaterstücke und mehr als achtzig Filmdrehbücher verfasst hat. Als er Nina Raven 1941 kennenlernte, hatte er beim Film bereits Regieverbot. Georg Zoch wurde daraufhin Theaterproduzent seiner eigenen Stücke, so für die Boulevardkomödie Lügen haben schöne Beine, in der Nina Raven im „Komödienhaus“ auftrat. Die Zusammenarbeit mit Georg Zoch wurde im selben Jahr durch Ninas Engagement für zwei Stücke im „Kleinen Theater unter den Linden“ unterbrochen. Georg Zoch war stolz auf ihre Erfolge dort, in die sie sich mit Hilde Körber, die ihre Freundin wurde, teilte. Zoch nutzte die Zeit für eine neue Arbeit, und zwar für das Lustspiel Ein Mann für meine Frau, das er Nina Raven widmete und 1942 mit ihr und Hilde Hildebrand im „Komödienhaus“ herausbrachte. Es folgte für eine Tournee mit Nina Raven sein nächstes Boulevardstück Eine Uhr schlug dreimal.
Zoch erkannte Nina Ravens künstlerische Möglichkeiten. Als er den Auftrag übernahm, für Danzig ein Volksstück zu schreiben, war ihm klar, dass Nina die Hauptrolle verkörpern müsse: „die sinnliche Magd Paula“ in Gans, du hast den Fuchs gestohlen. Georg Zoch führte Regie und spielte die männliche Hauptrolle.
Auf Empfehlung von Wolfgang Liebeneiner wurde sie zu Probeaufnahmen bei der UFA eingeladen. Zweimal übernahm sie kleinere Rollen: Der Regisseur Wolfgang Staudte verpflichtete sie 1943 als Lydia in dem Film Akrobat schö-ö-ö-n, und Liebeneiner engagierte sie 1945 für den Film Das Leben geht weiter, dessen Dreharbeiten wegen der Kriegsereignisse abgebrochen werden mussten.

### Ehe mit Georg Zoch
Nina heiratete Georg Zoch. Sie lebten zunächst in Berlin. Georg Zochs politische Belastung hatte aber zur Folge, dass er immer seltener Aufträge für Filmdrehbücher bekam. In dieser schwierigen Zeit erhielt er Nachricht von einem befreundeten Produktionsleiter der Deutschen Prag-Film, er würde ihm gerne Aufträge erteilen. Georg Zoch übersiedelte mit Nina und deren Tochter Manon nach Prag und kurz danach aufs Land nach Jevany.
Am 2. Februar 1944 brachte Nina in einer Klinik in Prag die gemeinsame Tochter Georgette zur Welt. Nina Raven erhielt für die kommende Spielzeit ein Engagement an das berühmte deutsche „Ständetheater“ in Prag. Doch es gab keine „kommende Spielzeit“ mehr, ab September 1944 wurden alle Theater geschlossen. Der „totale Krieg“ war erklärt.
Acht Wochen nach Georgettes Geburt kam ihr Vater von einer durch den Beruf bedingten Reise nach Wien nicht mehr nach Jevany zurück. Die Nazis hatten ihn in Wien in der Nacht vom 30. zum 31. März 1944 umgebracht.

### Kriegsende und Nachkriegszeit
Nina Raven-Zoch fuhr mit den Kindern im Oktober 1944 nach Berlin zurück, das von den Alliierten bombardiert wurde. Von ihrem Baby konnte sie sich nicht trennen, es gelang ihr jedoch Manon zu ihrem Vater nach Törwang in Bayern zu schicken. Sie erlebte mit ihrer Tochter Georgette in der Folgezeit die Kapitulation der Stadt Berlin am 2. Mai 1945 sowie die Bedingungslose Kapitulation der Wehrmacht am 8./9. Mai 1945.
Helmut Kindler und Nina Raven-Zoch lernten sich am 2. Mai in den Stunden nach der Kapitulation Berlins kennen. Am 2. Mai 1947 heirateten sie und siedelten 1948 nach München über. Nach Etablierung der Illustrierten Revue begannen Helmut und Nina Kindler die Buchproduktion im eigenen Verlag 1951 mit den „Memoiren“ des Chirurgen Ferdinand Sauerbruch, die ein spektakulärer Erfolg wurden und wie später die Jugendzeitschrift Bravo die weiteren Aktivitäten des Verlages ermöglichten. Ab 1955 gaben sie gemeinsam die Kulturzeitschrift Das Schönste heraus. 1960 zog das Verlegerehepaar nach Zürich um.

### Lehranalyse und Lektorat
Nina Kindler absolvierte in den Jahren 1957 bis 1964 eine siebenjährige Lehranalyse jungscher Prägung bei dem Münchner Arzt und Psychologen Gustav Richard Heyer und seiner Mitarbeiterin Hilde Supan. In deren Testament fand sich die Verfügung, dass Nina ihre psychotherapeutische Praxis übernehmen sollte. Sie verzichtete zugunsten ihrer Mitarbeit im Verlag.
Nina Kindler erwarb 1964 die Taschenbuchrechte an Anna Freuds Buch „Das Ich und die Abwehrmechanismen“ und eröffnete mit diesem Titel die Reihe „Geist und Psyche“. In ihr nahm sie auch den Titel „Freud als Schriftsteller“ von Walter Muschg auf. Muschg war einer der ersten, der in Freud nicht nur den Pionier der Psychoanalyse, sondern den „Herrn über die Sprache“ gesehen hat.
Nina plante eine Reihe zu unterschiedlichen psychologischen und psychotherapeutischen Themen. Es erschienen im Laufe der Jahre Nachdrucke und Neuerscheinungen aller tiefenpsychologischen Richtungen, also neben der Freudschen Psychoanalyse sowohl die Jungsche analytische Psychologie als auch Adlers Individualpsychologie. Daneben die Neopsychoanalyse (Horney, Sullivan, Fromm), Daseinsanalyse (Ludwig Binswanger, Medard Boss), Ehetherapie (Heigl-Evers), Gesprächstherapie (Carl R. Rogers), Gruppentherapie (Foulkes, Kemper) und die Psychosomatik (Viktor von Weizsäcker). Zunehmend wurden auch entlegene Bereiche einbezogen wie zum Beispiel die Pränatalpsychologie (G. H. Graber, A. Rascorski) oder die analytische Anthropologie (G. Róheim, Hans Kunz). Auch für Grenzgebiete (Montessori-Schulen, Steiners Waldorf-Schulen, Psychoanalytische Pädagogik) blieb die Reihe offen. Es kamen auch Sozialpsychologen, Lernpsychologen und Verhaltenstherapeuten zu Wort. Es gab auch einen Band von J. H. Schultz, dem Begründer des autogenen Trainings, sowie Publikationen von Autoren, die sich mit der Graphologie auseinandersetzten.
Für die graphologischen Titel erhielt Nina Kindler im Jahr 1982 das erste Diplom, das die Europäische Gesellschaft für Schriftpsychologie vergab.
Den Schwerpunkt der Reihe bildete die psychoanalytische Literatur. Vier Bände von Georg Groddeck, vier Bände von Theodor Reik, fünf Bände der „sanften Freud-Rebellin“ Karen Horney, sechs Bände von Günter Ammon und nicht zuletzt Sigmund Freuds Hemmung, Symptom und Angst belegen es. Die Titel von Autoren, die sich in ihren Themen auf die Freudsche Psychoanalyse stützten, nahmen ständig zu.

„Dem genauen Beobachter konnte dabei nicht entgehen, dass innerhalb dieses Programmteils Nina bei ihrer Wahl immer häufiger Titel bevorzugte, die sich mit der Psyche des Kindes beschäftigten. Anna Freuds zweiter Band in Geist und Psyche, den Nina ‚wiederentdeckt‘ hatte, nämlich Anna Freuds Einführung in die Technik der Kinderanalyse, signalisiert diese Entwicklung. Stellvertretend für zahlreiche andere Autoren seien noch die drei Bücher von John Bowlby Mütterliche Zuwendung und geistige Gesundung, Trennung und Bindung genannt.“

Flankiert wurde Geist und Psyche durch eine von Jochen Stork eingeführte und herausgegebene Paperbackreihe Die Psychologie des Kindes.

### Politisches Engagement
Das Buch Pan-Europa von Graf Coudenhove-Kalergi bestärkte sie in ihrer politischen Grundüberzeugung, sie war beseelt von der Utopie: Europa und Pazifismus. Heinz Ullstein nannte sie eine „kompromisslose, ja schon pathologische Pazifistin“. Ihr langjähriger Freund und Schauspielerkollege Erich Hasberg war später in München über viele Jahre ihr Begleiter bei den Ostermärschen.

## Filmografie
- 1943 Akrobat schö-ö-ö-n (Rolle der Lydia, online auf YouTube.com)
- 1945 Das Leben geht weiter[11]

## Schriften
- Nina Kindler (Hrsg.): Liebe. Liebesgedichte deutscher, österreichischer und Schweizer Autoren vom 16. Jahrhundert bis zur Gegenwart. München: Kindler 1980. ISBN 3-463-00789-4